# Salies-du-Salat
Salies-du-Salat is een gemeente in het Franse departement Haute-Garonne (regio Occitanie). De plaats maakt deel uit van het arrondissement Saint-Gaudens. Salies-du-Salat telde op 1 januari 2022 1.737 inwoners.

## Geografie
De oppervlakte van Salies-du-Salat bedroeg op 1 januari 2022 6,81 vierkante kilometer; de bevolkingsdichtheid was toen 255,1 inwoners per km².

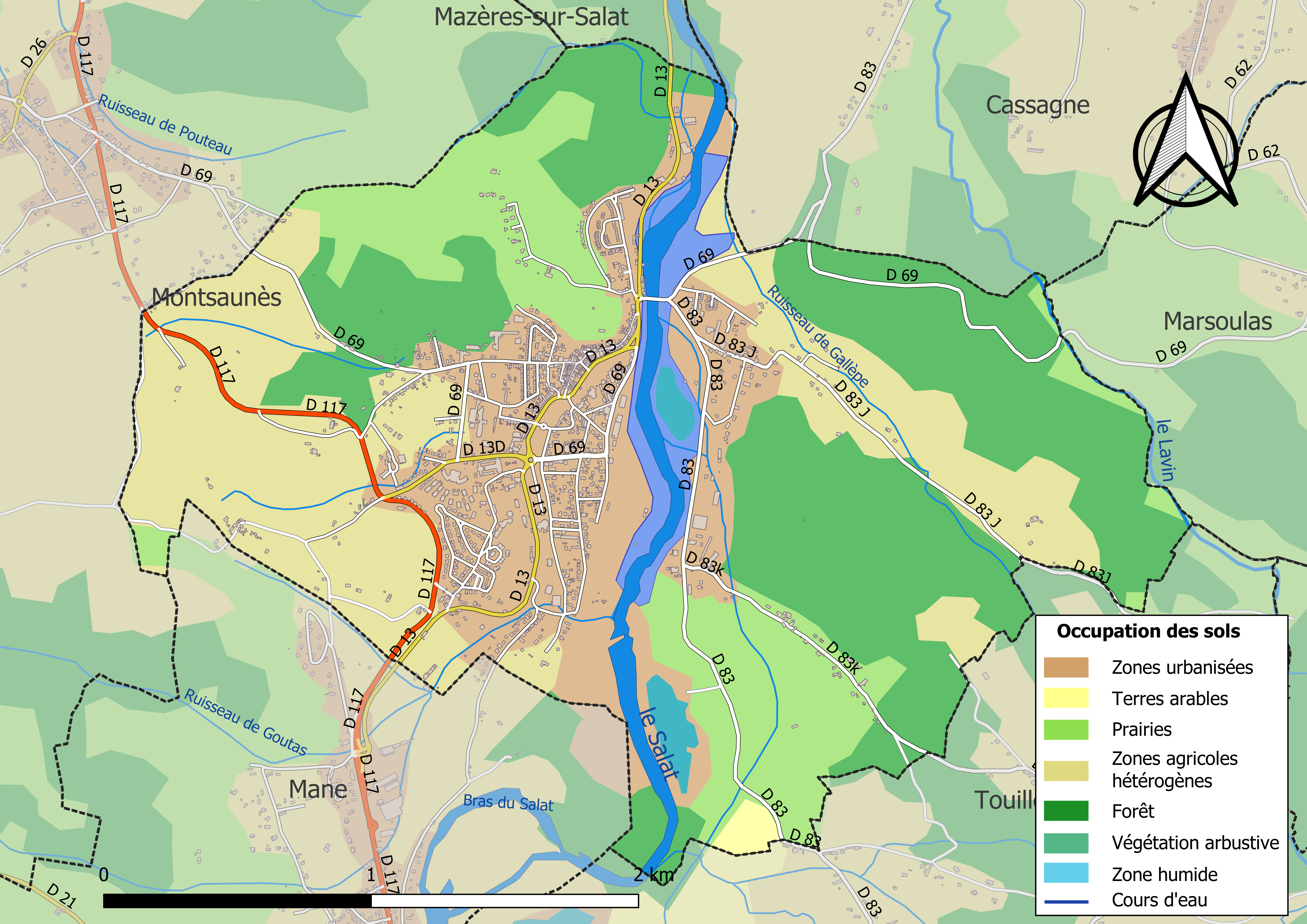
Kaart van de gemeente met belangrijkste infrastructuur, bodemgebruik en omliggende gemeenten

## Demografie
De figuur toont het verloop van het inwonertal (bron: INSEE-tellingen).